# Bezzia nigripes
Bezzia nigripes är en tvåvingeart som beskrevs av Wirth och Eileen D. Grogan 1983. Bezzia nigripes ingår i släktet Bezzia och familjen svidknott. Inga underarter finns listade i Catalogue of Life.